# Sophie de Poméranie (morte en 1504)
Sophie de Poméranie, morte le 26 avril 1504, est duchesse de Mecklembourg de 1478 à 1504.

## Biographie
Elle est la fille du duc Éric II de Poméranie († 1474) et de son épouse Sophie († 1497). Son frère est Bogusław X (1454–1523), qui gouverne le pays en tant que territoire unifié pendant près de cinquante ans. Sous le règne de Bogusław X, la Poméranie connaît une période de prospérité. Stettin est élevée au rang de résidence en 1491, une administration ducale avec chancellerie est créée, une perception ordonnée des impôts est mise en place et la paix territoriale est respectée. Pour des raisons politiques, le duché de Mecklembourg tient beaucoup à une alliance avec la maison poméranienne.
Sophie de Poméranie est la fiancée de Jean VI, le frère aîné de son futur époux Magnus II de Mecklembourg. Après la mort de Jean, Sophie fait le vœu de ne pas se marier. Cependant, le frère de son défunt fiancé Magnus II est très intéressé par la sécurisation de la frontière avec la Poméranie et donc par un mariage avec Sophie. Il l'épouse malgré les multiples obstacles au mariage imposés par l'Église. Il fait ensuite tout ce qui est en son pouvoir pour obtenir une dispense et légitimer son mariage. En réponse à sa lettre de requête, le couple reçoit une dispense papale datée du 28 avril 1478. Pour être valide, le mariage doit donc être contracté à nouveau. Magnus épouse donc Sophie une seconde fois le 29 mai 1478 à Anklam. 
Sophie obtient également la dispense de ses vœux le 3 avril 1486, par l'entremise du cardinal Francesco Todeschini Piccolomini, futur pape Pie III, mais avec l'obligation de doter chaque année trois bras de vêtements de laine blanche en mémoire de la Vierge Marie.
Le lieu de décès de Sophie n'est pas connu. Tout comme sa fille, la future comtesse Anne de Hesse, deux décennies plus tard, Sophie a choisi son propre lieu d'inhumation. Si tous les membres de sa famille du Mecklembourg, y compris son mari, sont enterrés dans l'abbatiale de Doberan, elle choisit le couvent dominicain de Wismar (de) comme dernière demeure. Les funérailles de Sophie sont les premières de la maison ducale à Wismar et les dernières, à l'exception de celles de sa sœur Marguerite, la veuve de Balthazar, le 27 mars 1526.
La plaque funéraire en bronze avec l'image grandeur nature de la duchesse reposant sur un socle en grenat a d'abord recouvert son caveau à l'autel principal de l'église du couvent des dominicains jusqu'en 1880, puis a été transférée à l'église Sainte-Marie (de) et se trouve depuis sa destruction dans l'une des chapelles latérales nord de l'église Saint-Nicolas.

## Mariage et descendance
Le 29 mai 1478, elle épousa Magnus II de Mecklembourg.
Sept enfants sont nés de cette union :
- Henri V de Mecklembourg-Schwerin (1479-1552), duc de Mecklembourg-Schwerin de 1503 à 1552.
- Dorothée de Mecklembourg (1480-1537), elle fut abbesse au monastère de Ribnitz.
- Sophie de Mecklembourg-Schwerin (1481-1503), en 1500, elle épousa l'électeur Jean Ier de Saxe.
- Éric II de Mecklembourg (1483-1508).
- Anne de Mecklembourg-Schwerin (1485-1525), en 1500 elle épousa le landgrave Guillaume II de Hesse (1469-1509), veuve, elle épousa en 1519, le comte Othon von Solms (1495-1522).
- Albert VII de Mecklembourg-Güstrow (1486-1547), duc de Mecklembourg-Güstrow.
- Catherine de Mecklembourg (1487-1561), en 1512 elle épousa le duc Henri IV de Saxe (1473-1541).